# Cochoa viridis
La Cochoa Verde, Cochoa viridis es una especie de ave de la familia Turdidae. 

Se puede encontrar en Camboya, China, India, Laos, Birmania, Nepal, Tailandia, Vietnam, y posiblemente en Bután.

Su hábitat natural son los bosques de las tierras bajas y montañas tropicales y subtropicales.